# Série noire pour une nuit blanche
Pour plus de détails, voir Fiche technique et Distribution.
Série noire pour une nuit blanche (Into the Night) est un film américain réalisé par John Landis et sorti en 1985.

## Synopsis
Ed Okin souffre d'insomnie et mène une vie terne avec une épouse qui le trompe. Une nuit, pour tromper l'ennui, il se rend à l'aéroport international de Los Angeles. Alors qu'il est stationné dans le parking souterrain, une jeune femme poursuivie par des hommes se réfugie dans sa voiture. Il se retrouve entraîné dans une sombre histoire de vol d'émeraudes avec la belle Diana.

## Fiche technique

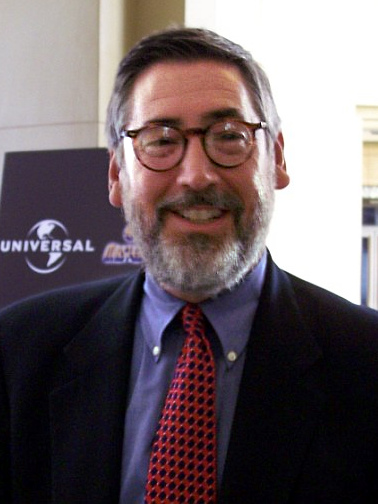
Le réalisateur John Landis en 2005

- Titre français et québécois : Série noire pour une nuit blanche
- Titre original : Into the Night
- Réalisation : John Landis
- Scénario : Ron Koslow
- Musique : Ira Newborn
- Photographie : Robert Paynter
- Costumes : Deborah Nadoolman
- Montage : Malcolm Campbell
- Production : George Folsey Jr et Ron Koslow
- Société de production : Universal Pictures
- Sociétés de distribution : Universal Pictures (États-Unis), Cinema International Corporation (France)
- Budget : 8 millions de dollars
- Pays d'origine :  États-Unis
- Langue originale : anglais
- Format : couleur (Technicolor) - 1.85:1 - 35 mm - son monophonique
- Genre : comédie, thriller, criminel
- Durée : 115 minutes
- Dates de sortie[1] :
  - États-Unis : 22 février 1985
  - France : avril 1985 (festival du film policier de Cognac)
  - France : 22 mai 1985

## Distribution

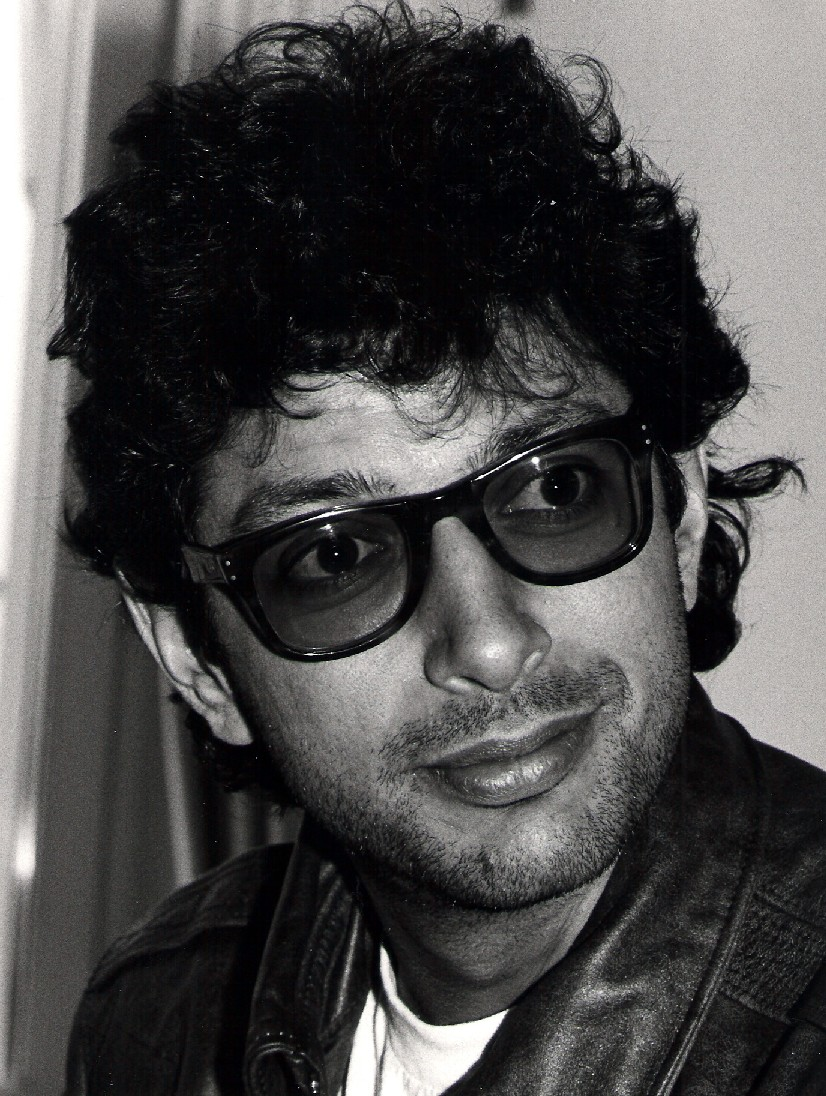
Jeff Goldblum en 1985

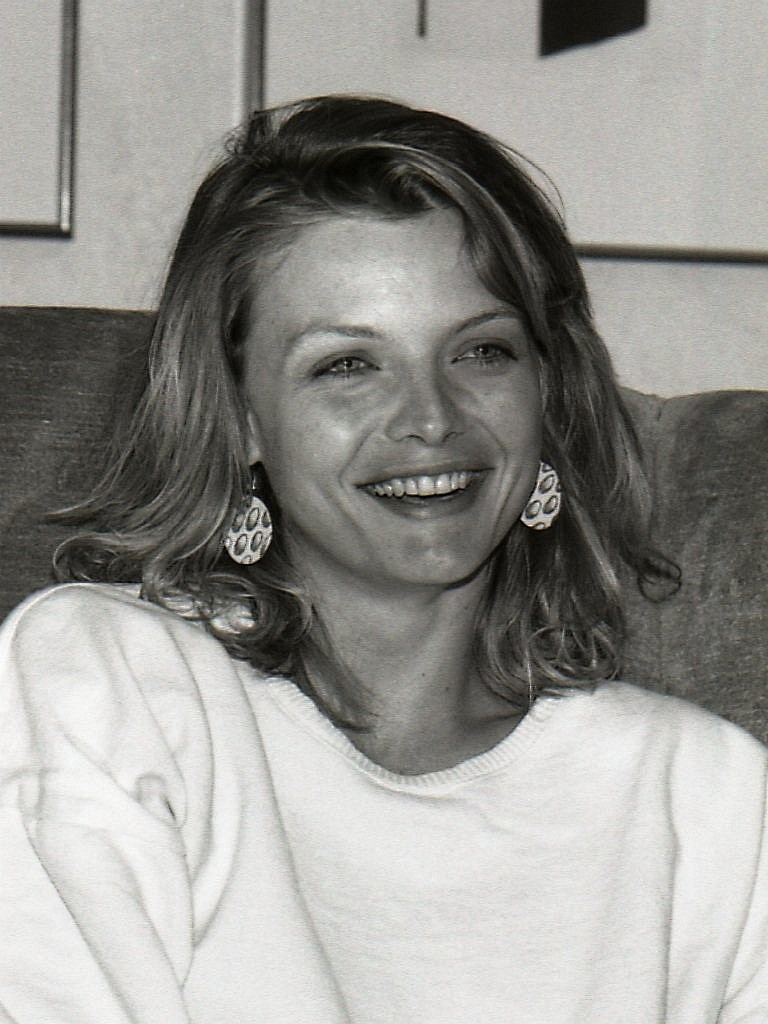
Michelle Pfeiffer en 1985

- Jeff Goldblum (VF : Bernard Murat) : Ed Okin
- Stacey Pickren (VF : Marion Game) : Ellen Okin
- Carmen Argenziano : Stan
- Andrew Marton : un conducteur sur l'autoroute
- Dan Aykroyd (VF : Marc François) : Herb
- Robert Paynter : un garde de la sécurité
- David Cronenberg (VF : Jean-Pierre Dorat) : le superviseur du groupe de travail aéronautique
- Richard Franklin : un ingénieur en aéronautique
- Michelle Pfeiffer (VF : Béatrice Agenin) : Diana
- John Landis : un des hommes de main iraniens
- Hope Clarke (VF : Maïk Darah) : la policière, à l'aéroport
- Jake Steinfeld (VF : Richard Leblond) : Larry
- Waldo Salt : le clochard
- Viola Kates Stimpson (VF : Paula Dehelly) : la clocharde
- Bruce McGill (VF : Michel Paulin) : Charlie, le frère de Diana
- Jon Stephen Fink (VF : Jean-Pierre Leroux) : Don
- Dedee Pfeiffer (VF : Maïk Darah) : la prostituée
- Rick Baker : le dealer
- Colin Higgins : l'acteur de Kalijak
- Kathryn Harrold (VF : Béatrice Delfe) : Christie
- Daniel Petrie : le réalisateur de Kalijak
- Paul Mazursky (VF : Sady Rebbot) : Bud Herman
- Jonathan Lynn (VF : Hubert Noël) : le tailleur
- Paul Bartel : le portier du Beverly Wilshire Hotel
- Jim Bentley (VF : Hervé Bellon) : le croupier
- Houshang Touzie (VF : Tola Koukoui) : Hamid
- Carl Perkins (VF : Alain Dorval) : Mr Williams
- Don Siegel : l'homme gêné, aux toilettes
- Jim Henson : l'homme au téléphone qui doit raccrocher
- David Bowie (VF : Jean-Claude Balard) : Colin Morris (dit le « sosie de Bowie » dans la VF)
- Art Evans : Jimmy
- Jack Arnold : l'homme au chien, dans l'ascenseur
- Amy Heckerling : la serveuse du Ships
- Roger Vadim (VF : Marc Cassot) : M. Melville
- Reid Smith (VF : Jean Barney) : le shérif Peterson
- Rusdi Lane (VF : Pierre Fromont) : un détective
- Lawrence Kasdan : un inspecteur
- Richard Farnsworth (VF : Pierre Trabaud) : Jack Caper
- Vera Miles (VF : Renée Faure) : Joan Caper
- Irène Papas (VF : Paule Emanuele) : Shaheen Parvici
- Beulah Quo (VF : Jane Val) : Mrs Yakamura
- Clu Gulager (VF : Roland Ménard) : un agent fédéral
- Jonathan Demme : un agent fédéral
- Carl Gottlieb : l'agent fédéral moustachu
- Alma Beltran (VF : Tamila Mesbah) : la femme de chambre

## Production

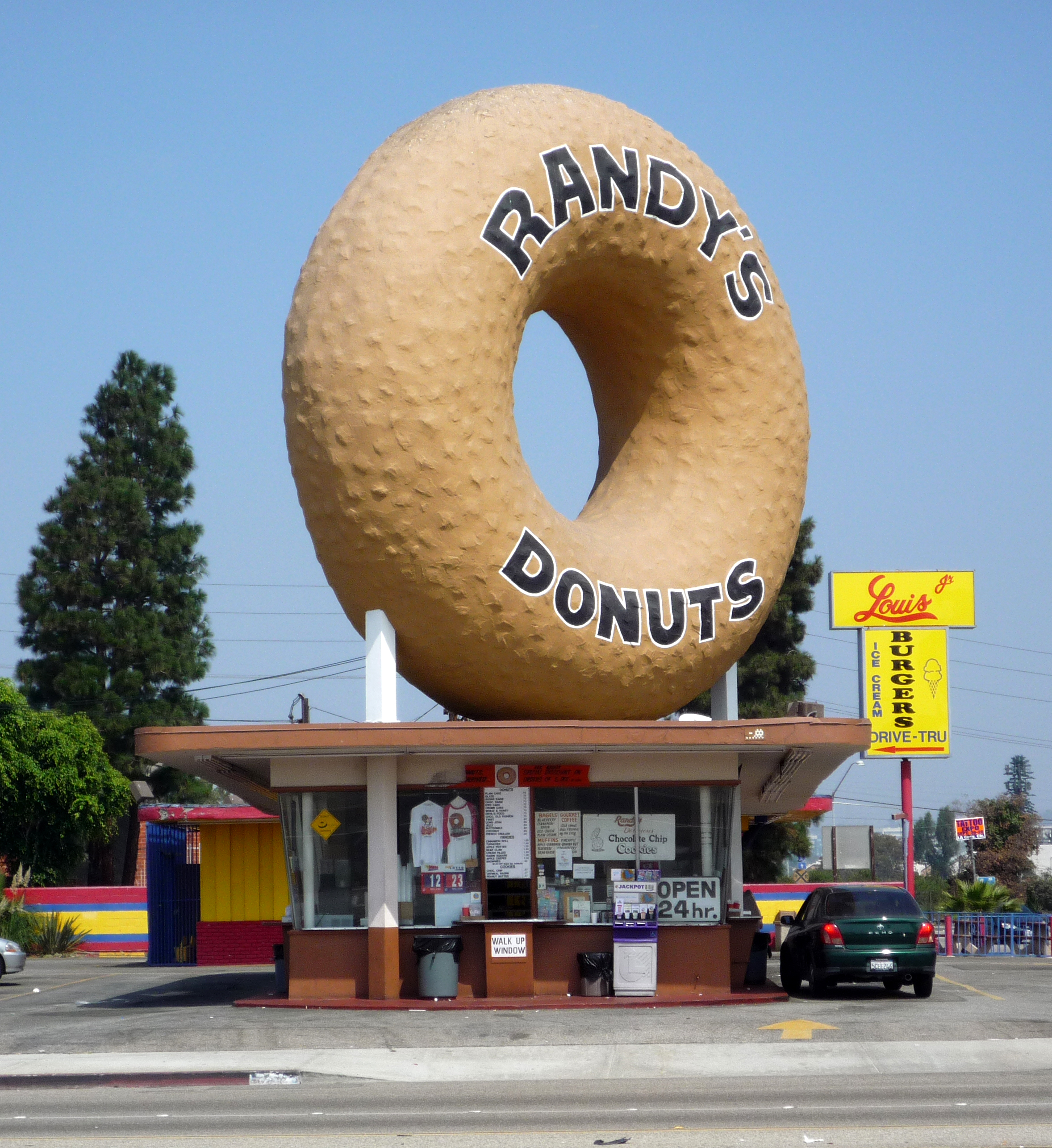
Le Randy's Donuts à Inglewood

Ron Koslow écrit le script en 1981 et le vend à 20th Century Fox. Cependant, la Fox abandonne le projet, qui est ensuite repris par Universal Pictures.
Le rôle d'Ed Okin est proposé à Jack Nicholson. S'il apprécie le script et le travail de John Landis, il refuse trouvant qu'Ed Okin ne fait pas grand-chose car selon lui le public veut voir l'acteur principal en action. John Landis souhaite alors proposer le rôle à Gene Hackman. Le studio s'y oppose car l'acteur vient de participer à plusieurs flops au box-office. Après le succès de Les Copains d'abord (1983), Tom Berenger et Kevin Kline sont envisagés. Indisponibles, le rôle revient finalement à un autre acteur du film de Lawrence Kasdan, Jeff Goldblum.
Pour la première fois de sa carrière, John Landis offre des caméos principalement à d'autres réalisateurs, 17 ici selon lui, notamment David Cronenberg, Don Siegel, Jonathan Demme, Daniel Petrie, Amy Heckerling, Andrew Marton, Jack Arnold ou encore Roger Vadim. John Landis réitèrera cela dans la plupart de ses films suivants.
Pour le rôle de Diana, John Landis engage initialement Jamie Lee Curtis, qu'il avait dirigée dans Un fauteuil pour deux (1983). Cependant, peu de temps avant le début du tournage, elle préfère s'engager pour Perfect (1985) de James Bridges.
Le tournage a lieu en Californie : Culver City, Los Angeles (La Cienega Boulevard, Avenue of the Stars, Century City, Frederick's of Hollywood, Shubert Theatre, aéroport international, ...), San Marino, Beverly Hills, Marina Del Rey, Inglewood (Randy's Donuts), Pacific Coast Highway et Malibu.

## Bande originale
La musique du film est composée par Ira Newborn. L'album de la bande originale, commercialisé par MCA, contient par ailleurs des chansons soul-blues d'artistes comme B. B. King, Patti LaBelle, Thelma Houston ou encore Marvin Gaye.
Liste des titres
1. Into the Night (B. B. King)
2. My Lucille (B. B. King)
3. In the Midnight Hour (B. B. King)
4. Enter Shaheen (Ira Newborn)
5. Century City Chase (Ira Newborn)
6. Don't Make Me Sorry (Patti LaBelle)
7. Keep It Light (Thelma Houston)
8. Let's Get It On (Marvin Gaye)
9. I Can't Help Myself (Sugar Pie Honey Bunch) (The Four Tops)

## Accueil
Le film reçoit des critiques plutôt mitigées. Sur l'agrégateur américain Rotten Tomatoes, il récolte 28% d'opinions favorables pour 24 critiques et une note moyenne de 4,50⁄10. Le consensus du site est « Malgré ses deux rôles principaux, Into the Night voit le réalisateur John Landis se livrer à beaucoup trop de gadgets au lieu d'une intrigue bien équilibrée ». Sur Metacritic, il obtient une note moyenne de 41⁄100 pour 11 critiques.
Côté box-office, le résultat est aussi négatif. Le film ne récolte que 7 562 164 $. En France, il n'enregistre que 156 961 entrées.

## Distinction
Le film a obtenu le prix spécial du jury au 4e festival du film policier de Cognac en 1985.

## Clins d’œil
- Comme dans la plupart de ses films, le réalisateur John Landis a placé une référence au film fictif See You Next Wednesday. Ici, on voit deux affiches du film dans le bureau de Bud Erman où Diana appelle Jack et tombe sur sa femme[2].
- Le film que l'on voit dans l'appartement de Hamid est Deux Nigauds contre Frankenstein (1949). En 1990, John Landis signa la préface lors de la publication du scénario complet du film[2].
- Dans la scène où Larry (Jake Steinfeld) s'apprête à passer du bon temps avec une jolie blonde, le thème musical est le même que pour la scène de la montée de l'ascenseur dans Les Blues Brothers, également réalisé par John Landis.
- À l'aéroport, on peut entendre un appel pour un certain Frank Ozkerwitz. C'est une référence à Frank Oz, qui apparait dans de nombreux films de John Landis. Le même gag est présent dans Un prince à New York[2].